# Paradise Towers
Paradise Towers  (Les Tours Paradis) est le deuxième épisode de la 24e saison de la première série de Doctor Who. Il a été diffusé en quatre parties, du 5 au 26 octobre 1987.

## Accroche
Le Docteur et Mel se retrouvent coincés dans les couloirs des "Tours du Paradis" un ancien complexe luxueux qui est tombé dans le chaos. Les gens normaux ont disparu et la société est divisé entre différentes factions qui se partagent les locaux : Les Kangs, des groupes d'adolescentes guerrières, les Rezzies, des vieilles femmes cannibales et les Concierges, des hommes armés chargés de garder les tours.

## Distribution
- Sylvester McCoy — Le Docteur
- Bonnie Langford — Mel Bush
- Richard Briers — Le concierge en chef / Le Grand Architecte
- Clive Merrison (en) — Le concierge en second
- Elizabeth Spriggs — Tabby
- Brenda Bruce — Tilda
- Judy Cornwell — Maddy
- Howard Cooke — Pex
- Julie Brennon — Fire Escape
- Annabel Yuresha — Bin Liner
- Catherine Cusack — La Cheffe des Kang Bleu
- Astra Sheridan — Kang jaune
- Joseph Young — Le jeune concierge
- Simon Coady — Commentaires vidéos

## Résumé
Le Docteur et Mel à la recherche d'une piscine, s'arrêtent aux "Tours du Paradis" un complexe luxueux d'appartements du 22e siècle. Pourtant, une fois sur place, celui-ci est gravement détérioré et peuplé par différentes factions : les Kangs, des groupes de jeunes filles qui se combattent selon leurs couleurs, les Rezzies, des vieilles femmes obsédées par la cuisine, et les Concierges, des gardiens en costumes militaires. Alors que le Docteur et Mel font la connaissance des Kangs rouges, un Concierge semble être tué par un robot de nettoyage. Une escouade des Concierges fait irruption, provoquant la fuite des Kangs et l'arrêt du Docteur.
Celui-ci est amené face au Concierge en chef qui voit en lui le "Grand Architecte" le créateur des Tours et demande son exécution. Le Docteur parvient toutefois à s'enfuir en faisant croire à l'existence d'un règlement obscur qui lui permet de s'enfuir. Pendant ce temps là, Mel accepte une invitation à prendre une tasse de thé chez les Rezzies qui lui apprennent que la plupart des gens en âge de combattre sont partis il y a longtemps lors d'une guerre. Elles sont interrompues par Pex, un jeune homme armé qui se veut le sauveur des tours. Insistant pour être le gardien de Mel, il l'accompagne dans les couloirs. Ils finissent par croiser les Kangs Bleues qui apprennent à Mel que Pex est en réalité un déserteur qui s'est caché dans les Tours pour ne pas participer à la guerre.
Le Docteur enquête sur les robots nettoyeurs qui continuent de tuer des gens pour les emmener derrière une porte géante et sur la possibilité que le Concierge en chef les laisse faire. Mel retrouve les Rezzies mais ne s'aperçoit que trop tard que celles-ci survivent grâce au cannibalisme et cherchent à la tuer. Toutefois, elles sont éliminées par des robots nettoyeurs venus des canalisations. Ayant trouvé des documents chez le Concierge en chef, le Docteur découvre que le "Grand Architecte" est en réalité Kroagnon, un ingénieur devenu fou, qui piège les bâtiments qu'il crée afin que personne ne les souille. En faisant un tour avec les Kangs dans le sous-sol du bâtiment, ils voient que Kroagnon y a été enfermé et est devenu un monstre qui se nourrit des habitants. Ils sont alors témoin de la destruction du Concierge en chef par Kroagnon.
Mel retrouve Pex et ensemble, ils atteignent la piscine qui se trouve sur le toit des Tours mais celle-ci est remplie de robot-crabes  tueurs. Le Docteur ainsi que les Kangs arrivent sur place et sont rejoints par les Rezzies et les Concierges restants. Tous mettent au point un plan pour s'entraider et se débarrasser de Kroagnon. Pendant ce temps, celui-ci renaît sous la forme du Concierge en chef et met en route les robots nettoyeurs pour qu'ils assassinent les parasites humains. Pex finit par se débarrasser de lui en l'entraînant dans une pièce piégé.
Les funérailles de Pex ont lieu et le Docteur et Mel repartent alors que les différents groupes promettent de construire une meilleure société.

### Continuité
- Il s'agit d'un des rares épisodes de la série où la planète sur laquelle l'action se déroule n'est pas précisée.

## Production

### Écriture
En 1986, le producteur John Nathan-Turner fraîchement reconduit par la BBC, a peur que les anciens scénaristes soit restés trop proche d'Eric Saward, l'ex-script-éditor (responsable des scénarios) de la série. Cherchant de nouvelles recrues, il reçoit la visite d'un rédacteur du nom de Stephen Wyatt qui avait autrefois travaillé pour la radio, le théâtre et avait écrit des scénarios pour des émissions de la BBC comme Claws ou Screen One. Il propose une idée d'épisode satirique qui est d'abord acceptée par Nathan-Turner mais rejeté en janvier 1987 par le nouveau script-éditor Andrew Cartmel. À la place, ils se mettent d'accord pour s'inspirer du roman de 1975 de J.G. Ballard, I.G.H. racontant la façon dont les habitants d'un building de luxe retournent à l'âge tribal. De plus, il s'inspire d'amis à lui vivant dans des blocks de l'East End londonien. Cela plait à Cartmel qui souhaitait que la série se rapproche du travail du scénariste de bande dessinée Alan Moore en termes de complexité.
Le 30 janvier lorsque Wyatt est commissionné pour écrire la première partie de "Paradise Tower" comme un essai, aucun acteur n'est encore engagé pour jouer le rôle du 7e Docteur. Tous sont contents du résultat, et le 19 février les parties suivantes sont commandés et l'épisode prend son titre définitif de "Paradise Towers." Wyatt s'aide alors des bandes d'audition de Sylvester McCoy afin de caractériser le personnage. Cartmel demandera aussi à Wyatt de faire usage des robots de nettoyages comme des méchants traditionnels de la série. À l'origine Kroagnon était le nom de la planète et non celui de l'architecte.

### Casting
- À l'origine, Pex devait être une parodie des héros d'action américain comme Sylvester Stallone mais les seuls acteurs dont le physique correspondait n'étaient pas d'accord pour jouer une parodie de ce qu'ils étaient. Le rôle échoua à Howard Cooke qui était petit et maigre.
- Julie Brennon, qui joue le rôle de Fire Escape était à l'époque la femme de Mark Strickson qui a joué le rôle du compagnon du Docteur, Vislor Turlough[2].
- Nisha Nayar, qui jouait un personnage non-crédité apparaît plus tard dans le rôle d'une programmatrice télé dans le double épisode de 2005 « Le Grand Méchant Loup / À la croisée des chemins »
- Richard Briers qui joue le Concierge en chef apparaîtra dans un épisode de la série dérivée de Doctor Who, Torchwood dans l'épisode « La Vie après la mort »
- Clive Merrison avait joué le rôle de Jim Callum dans « The Tomb of the Cybermen. »

### Tournage
Le réalisateur choisi pour tourner l'épisode fut Nicholas Mallett qui avait tourné l'épisode « The Mysterious Planet » lors de la saison précédente.
Le tournage débuta par l'enregistrement des plans en extérieur les 21 et 22 mai 1987 au Elmswell House à Chalfont St Giles dans le Buckinghamshire pour les scènes autour de la piscine. L'eau était d'ailleurs froide au grand désespoir de Bonnie Langford et de sa doublure.
La première session de tournage en studio eut lieu les 4 et 5 juin 1987 au studio 1 du centre télévisuel de la BBC et se concentra sur les scènes dans le TARDIS, dans l'appartement des Rezzies, l'ascenseur et les couloirs du 4e et 3e étage. La seconde session eu lieu au studio 8 du 17 au 19 juin. Il y fut filmé les passages dans d'autres couloirs, le Q.G. des Kangs, la base des Concierges, le sous-sol et d'autres plans de l'appartement des Rezzies et de l'ascenseur.

### Post-production
La musique d'accompagnement de l'épisode fut composé par le musicien free-lance David Snell mais le résultat déplut à Nathan-Turner qui engagera Keff McCulloch, l'arrangeur du générique pour écrire une autre composition.

## Diffusion et réception
| Épisode                                                                                  | Date de diffusion | Durée | Téléspectateurs en millions |
| ---------------------------------------------------------------------------------------- | ----------------- | ----- | --------------------------- |
| Épisode 1                                                                                | 5 octobre 1987    | 24:33 | 4,5                         |
| Épisode 2                                                                                | 12 octobre 1987   | 24:39 | 5,2                         |
| Épisode 3                                                                                | 19 octobre 1987   | 24:30 | 5                           |
| Épisode 4                                                                                | 26 octobre 1987   | 24:21 | 5                           |
| L'épisode fit entre 4,5 et 5 millions de spectateurs, un score assez bas pour la série,. |                   |       |                             |

Le 19 août, un mois avant la diffusion de l'épisode eu lieu le massacre de Hungerford et le contrôleur en chef de la BBC, Michael Grade, demande que la violence dans les programmes soit adoucie. L'épisode sera amputé de certains passages lors de la diffusion à l'étranger, comme le moment où Tilda et Tabby sortent leurs couteaux.

### Critiques
En 1995, les auteurs du livre Doctor Who : The Discontinuity Guide, jugent que l'épisode ne fonctionne pas, malgré de très bonnes idées. Ils qualifient les Concierges comme des « rejets des Village People ». Les auteurs de Doctor Who : The Television Companion (1998) estiment eux aussi que l'épisode avaient de nombreuses occasions manquées : Une satire de la société, des réminiscences du film Brazil et une fin poignante pour Pex. Toutefois, ils trouvent que la réalisation est bâclée et trop sur un mode comique. Ils trouvent aussi que Bonnie Langford est desservie par l'histoire et que Richard Byers surjoue son personnage.
En 2012, Patrick Mulkern de Radio Times trouve que Byers est mauvais et plombe l'épisode, notamment lorsqu'il est "zombifié" par le grand architecte. Il trouve que le script est "presque" une histoire, que le Docteur et Mel sont trop cartoonesque et que la réalisation est inventive un instant et raté l'instant d'après.

## Novélisation
L'épisode fut romancé par Stephen Wyatt lui-même sous le titre de "Paradise Towers" et publié en décembre 1988. Illustré par une couverture d'Alister Pearson, il porte le numéro 134 de la collection Doctor Who des éditions Target Books. Ce roman donne le nom de "Drinking Fountain" à la chef du Kang Bleu et n'a jamais connu de traduction à ce jour.

## Éditions commerciales
L'épisode n'a jamais été édité en France, mais a connu plusieurs éditions au Royaume-Uni et dans les pays anglophones.
- L'épisode est sorti en VHS en octobre 1995
- L'épisode fut édité le 18 juillet 2011 en DVD. L'édition contient les commentaires audios de Judy Cornwell, Stephen Wyatt et Dick Mills, un documentaire sur la création de cet épisode, des scènes coupées et d'autres bonus.
- En avril 2012, une lecture de la novélisation par Bonnie Langford est sortie sous forme d'audiobook.